# Madonna: Truth or Dare
Madonna: Truth or Dare is een Amerikaanse documentaire uit 1991 over Madonna en haar wereldtournee Blond Ambition Tour die ze maakte in 1990. De film toont ook af en toe concertfragmenten. 
Buiten Noord-Amerika had de film een andere titel: In Bed with Madonna.
In de film zijn onder meer te zien:
- Madonna
- Pedro Almodóvar
- Antonio Banderas
- Warren Beatty
- Sandra Bernhard
- Kevin Costner
- Al Pacino
- Lionel Richie
- Matt Dillon

## Prijzen en nominaties
- 1992 - Razzie Award
  - Genomineerd: slechtste actrice (Madonna)
- 1992 - Eddie
  - Genomineerd: Beste gemonteerde documentaire (Barry Alexander Brown)

## Trivia
- David Fincher was de oorspronkelijke regisseur maar trok zich op het laatste moment terug uit het project.
- De documentaire film Strike a Pose uit 2016, zowat 25 jaar later, is een terugblik met de (bijna allemaal homoseksuele) dansers tijdens deze tour. Hierin wordt onder andere in de verf gezet dat het tonen van vrijuit homo zijn (hierin aangemoedigd door Madonna), een verademing is geweest voor veel kijkers die worstelden met hun eigen geaardheid en/of de beleving ervan. De dansers werden regelmatig aangesproken op deze rolmodel-functie, en kregen hierover aangrijpende fanmail.